# Federazione pallavolistica della Palestina
La Federazione palestinese di pallavolo (eng. Palestine Volleyball Federation, PVF) è un'organizzazione fondata per governare la pratica della pallavolo in Palestina.
Organizza il campionato maschile e femminile, e pone sotto la propria egida la nazionale maschile e femminile.
Ha aderito alla FIVB nel 1980.